# Tetrazygia decorticans
Tetrazygia decorticans är en tvåhjärtbladig växtart som beskrevs av Becquer. Tetrazygia decorticans ingår i släktet Tetrazygia och familjen Melastomataceae. Inga underarter finns listade i Catalogue of Life.